# Luzia Mohrs
Luzia Mohrs (Pommern, 23 maart 1904 – Rio Grande do Sul, 16 oktober 2017) was een Braziliaans supereeuwelinge van Duitse afkomst.

## Biografie
Mohrs werd geboren in 1904. In 1926 trad ze in Mulhouse bij de Zusters van Onze-Lieve-Vrouw en kreeg zij de kloosternaam Maria Electis, waar ze in 1928 gewijd werd tot zuster. In 1939 werd ze als missiezuster naar Brazilië gestuurd. Ze kwam aan in Passo Fundo om Portugees te leren. Vanaf augustus 1939 was ze als verpleegster werkzaam in het psychiatrisch ziekenhuis van Pelotas. Ze was actief als missiezuster tot 1988.
Mohrs was na het overlijden van de 115-jarige Marie-Josephine Gaudette op 13 juli 2017 tot aan haar eigen overlijden drie maanden later tevens de oudste emigrant ter wereld. De laatste acht dagen van haar leven was Mohrs de oudste inwoner van Brazilië, na het overlijden van de 116-jarige Julia Maria Francisca Simao.